# LittleBigPlanet 2
LittleBigPlanet 2 é um jogo eletrônico de plataforma 3D, que apresenta conteúdo gerado pelo usuário. O jogo é desenvolvido pela Media Molecule, publicado pela Sony Computer Entertainment Europe para PlayStation 3. Ele foi originalmente agendado para lançamento em novembro de 2010, mas foi adiado para Janeiro de 2011. O jogo foi lançado na América do Norte em 18 de janeiro de 2011, no continente europeu, em 19 de janeiro de 2011, na Austrália e na Nova Zelândia em 20 de janeiro de 2011 e no Reino Unido e na Irlanda em 21 de janeiro de 2011
É uma sequência direta para o aclamado título LittleBigPlanet, de 2008, e o terceiro jogo da série, seguindo uma versão PSP lançado em 2009. O suporte para o PlayStation Move foi adicionado ao jogo através de uma atualização de software em Setembro de 2011, permitindo aos usuários jogar o jogo usando o comando de movimento PlayStation em conjunto com um controlador de navegação.

## História
Os jogadores continuam a jornada de Sackboy após os eventos do primeiro jogo e da versão portátil. Um aspirador de pó inter-dimensional chamado Negativitron aparece sobre os céus de LittleBigPlanet e começa a sugar seus habitantes, incluindo Sackboy. Larry Da Vinci, o líder de  um grupo semi-organizado conhecido como "A Aliança", vem em socorro de Sackboy, salvando-o de Negativitron. A organização se dedica a lutar com o Negativitron e derrotá-lo antes que ele destrua o ArteMundo (nome alternativo para o ambiente do jogo).  Depois de Sackboy passar nos testes no esconderijo de Larry, ele lhe diz que eles devem chegar ao laboratório de Victoria Von Bathysphere, uma vez que ela construiu um exército de Sackbots para a Aliança.
No entanto, no momento em que chegam lá, Negativitron aparece e suga um pouco do laboratório e os Sackbots, transformando-os em "Mauzões". Victoria, depois de escapar em seu trem, diz ao grupo que eles precisam entrar na fábrica e desligar a máquina que faz os Mauzões. Depois de desligá-la, porém, o Negativitron faz a máquina ganhar vida na forma de uma criatura-aranha que escala a parede do laboratório. Depois de destruir a máquina, eles descobrem que o Negativitron levou os Sackbots para A Fábrica de um Amanhã Melhor.
Ao chegar, Sackboy e Larry encontram o dono da fábrica, Clive Handforth, que escondeu-se em uma lata após Negativitron assumir o lugar. Os Sackbots se tornaram escravos no interior da fábrica, levando-os a resgatar tantos quanto puderem. Ao tentar escapar da fábrica, um dos escapes de Clive tenta impedi-los de sair da fábrica com os Sackbots. Depois de perder ele, Sackboy, Larry, e Clive levam os Sackbots para Avalonia para re-treinamento.
Em Avalonia, Avalon Centrífugo leva Sackboy em um curso de formação para aprender combate usando suas máquinas. No entanto, porém, o Negativitron ataca Avalonia e libera os Mauzões. Depois de resgatar o Sackbots entre os destroços da instalação, eles são carregados de volta para Enorme Nave espacial e se preparam para deixar Avalonia, mas um navio de guerra Mauzão ataca a nave. Mesmo Sackboy derrotando a nave de guerra, a nave é danificada e está na necessidade de reparo, mas apenas um criador pode fazê-la voar novamente. Victoria sugere o grande inventor Dr. Herbert Higginbotham, mas Clive diz-lhes que, quando ele estava em sua fábrica, ele foi infectado por um Mauzão durante o ataque de Negativitron. Avalon envia Sackboy e Clive ao Asilo da Eva para os Mentalmente Alternativos para libertar Higginbotham.
Quando eles chegam, descobrem que o asilo está sob ataque por Mauzões. Eva Silva Paragorica pede-lhes para ajudar a salvar o asilo e os pacientes dentro, então ela vai levá-los a Higginbotham. Depois de limpar os Mauzões no asilo, eles encontram Higginbotham. Eva sugere que eles devem se livrar da infecção pelo encolhimento de Sackboy e enviá-lo para a cabeça de Higginbotham. Mesmo depois de limpar a infecção, Higginbotham ainda parece ser insano. Ao retornar à Avalonia, Higginbotham repara a Enorme Nave Espacial, mas como eles estão prestes a sair, Avalon decide fazer um discurso, e é raptado pelo Negativitron.
Ao viajar pelo Cosmos para encontrar o núcleo de Negativitron, eles são atacados pelo Negativitron que aspira partes da nave, danificando-a. Sackboy é enviado para lançar as cápsulas de fuga para levar as máquinas e os Sackbots para fora, e, em seguida, fugir. A Grande Nav cai no núcleo do planeta Negativitron e está fechada dentro de um campo de força. Larry Da Vinci envia uma mensagem para o Sackboy para ajudá-los, e depois de encontrar um cavaleiro branco Sackbot e resgatá-lo, ele encontra um dos Robo coelhos e usa-o para resgatar a Aliança. Depois de derrotar um robô gigante que estava mantendo Avalon como refém, eles fazem seu caminho para o núcleo da Negativitron. O Negativitron aparece e lança seu exército de Mauzões  contra eles, mas o Exército Sackbot defende os membros da Aliança. O Negativitron tenta desencorajá-los a lutar contra ele, dizendo: "Se vocês me destruirem, vocês destruirão a si mesmos", mas é derrotado depois de uma batalha longa e perigosa com Sackboy e o resto da Aliança. A Aliança parabeniza Sackboy por resgatá-los e salvar o ArteMundo, e eles decidem voltar para casa.

## Gameplay
Mantendo o sistema de três camadas do título original, com o jogador controlando seu Sackboy, os jogadores não estão restritos apenas aos níveis de plataformas, e agora podem optar por criar vários tipos de níveis, incluindo corrida, quebra-cabeças e RPGs. O jogador também pode optar por criar e personalizar seu próprio heads-up display para acomodar o seu tipo de jogo. Novas opções de gravação de animação estão disponíveis e os jogadores são capazes de criar cut-scenes para seu nível de design, manipular a câmera para os dois cut-scenes e jogabilidade, e gravar os seus próprios efeitos sonoros para uso no nível. Além de incluir uma grande variedade de música original e licenciado, o jogo também inclui um sequenciador de música robusta. Vários níveis podem ser ligados entre si, de modo que terminar um nível imediatamente leva o jogador para o próximo da série.